# Поспелихинский
Поспелихинский — посёлок в Поспелихинском районе Алтайского края России.  Административный центр Поспелихинского сельсовета.

## История
Начало поселку положило создание в 1955 году на базе 5-го отделения колхоза имени Мамонтова новго целинного зерносовхоза «Поспелихинский».

## Население
| 1997  | 1998  | 1999  | 2000  | 2001  | 2002  | 2003  | 2004  | 2005  | 2006  |
| ----- | ----- | ----- | ----- | ----- | ----- | ----- | ----- | ----- | ----- |
| 1293  | ↘1259 | ↗1272 | ↗1334 | ↘1263 | ↘1245 | ↘1215 | ↘1203 | ↘1180 | ↗1190 |
| 2007  | 2008  | 2009  | 2010  | 2011  | 2012  | 2013  | 2014  |       |       |
| ↘1155 | ↗1156 | ↗1181 | ↘1067 | ↗1074 | ↗1078 | ↘1055 | ↗1062 |       |       |

Национальный состав
Согласно результатам переписи 2002 года, в национальной структуре населения русские составляли 94 %.

## Инфраструктура
Действовал совхоз Поспелихинский. Работает Администрация Поспелихинского сельсовета, филиал МКОУ Поспелихинская СОШ № 3 Поспелихинская сельская средняя общеобразовательная школа.

## Транспорт
Просёлочные дороги. 